# Нижегородский технический музей
Нижегородский технический музей — музей в Нижнем Новгороде на Большой Покровской улице.

## История
Открыт музей в 2014 году. Музей создан из частной коллекции машин и механизмов Вячеслава Хуртина.
С 1 января 2016 года музей получил статус государственного и стал филиалом Нижегородского историко-архитектурного музея-заповедника (НГИАМЗ).

## Экспозиция

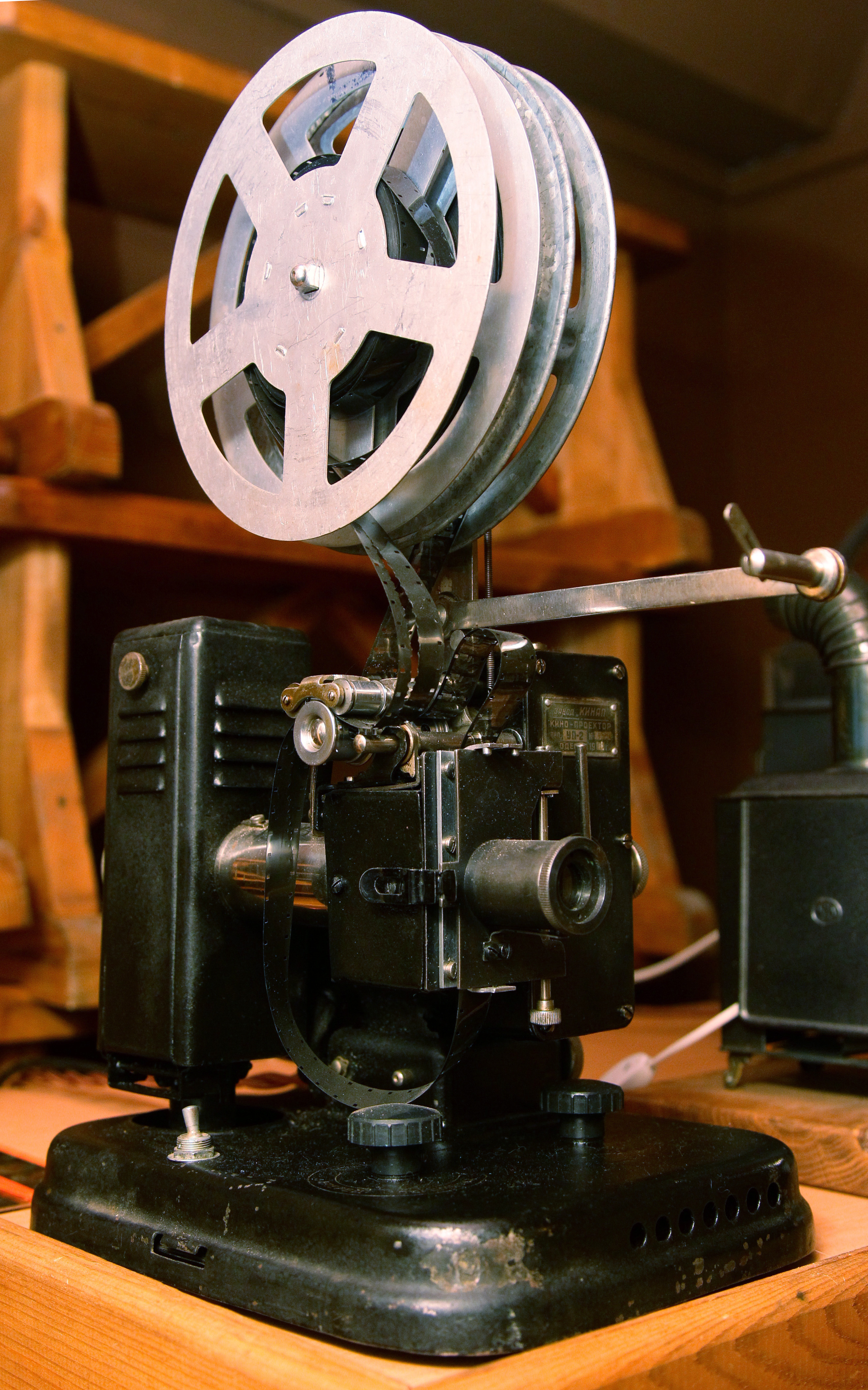
Советский 16-мм проектор немого кино УП-2. Произведен в 1941 году

В техническом музее представлены уникальные предметы, которые можно не только увидеть, но и потрогать, завести и удивиться тому, как все это работает спустя столетие. Экспозиция открытая, и исторически ценные предметы не находятся под сигнализацией, не спрятаны за витрину и ограждения.
Гости музея буквально окунаются в прошедшую эпоху, встречаясь лицом к лицу с прошлым. В музее можно увидеть действующую модель фонографа: этому музыкальному предмету уже 120 лет и вот уже на протяжении 6 лет он радует посетителей. Также стоит обратить внимание на стоматологическое оборудование или зубосверлильную машину конца XIX — начала XX веков. Конструкцией своей она схожа с современными стоматологическими инструментами. Среди экспонатов стоит отметить и большой трактор, который был изготовлен 100 лет назад, а также деревянный велосипед начала XX века, сделанный в Нижнем Новгороде.
Кроме этого, в Техническом музее представлен ряд исторически ценных экспонатов и каждый из них имеет свою историю.